# Електрична обробка свердловин
Електрична обробка нафтових свердловин є одним із перспективних фізичних методів впливу на привибійну зону пласта з метою покращення її фільтраційних властивостей та інтенсифікації припливу вуглеводнів. Цей метод базується на використанні імпульсного або змінного електричного струму високої напруги, який подається між електродами, розміщеними або в одній свердловині, або в двох сусідніх. Електричний струм проходить через пластову рідину та породи, викликаючи низку фізико-хімічних процесів, що призводять до зниження обводненості продукції, зменшення в'язкості нафти, розпаду емульсій, руйнування кольматаційних відкладень та загального покращення фільтраційного середовища. На відміну від хімічних методів, електрична обробка не потребує введення реагентів у пласт і є відносно безпечною для навколишнього середовища.

## Загальний опис
Принцип дії методу полягає у створенні сильного електричного поля, яке спричиняє кілька ефектів одночасно. Перш за все, під впливом електричного струму виникає нагрівання середовища (Закон Джоуля — Ленца), в результаті чого зменшується в'язкість нафти, прискорюється її рух по порах, а також покращується відтік пластової рідини. Одночасно з цим відбувається електроліз пластових вод, що призводить до утворення водню та кисню, які у вигляді мікробульбашок здатні механічно руйнувати кольматаційні відкладення. Крім того, під дією електричного поля дестабілізуються емульсії нафти й води, поліпшується фазовий поділ, що особливо важливо при високій обводненості продукції. Електроосмос, як додатковий механізм, полегшує рух рідини в капілярних системах порід, а також сприяє зміщенню залишкової нафти.
Для реалізації електричної обробки використовується спеціальне обладнання, до складу якого входять: генератор високої напруги, що створює імпульси заданих параметрів; силові кабелі з відповідною ізоляцією; електроди, які можуть бути встановлені на фонтанній арматурі або опущені у свердловину; блоки керування і контролю. Джерелом живлення зазвичай слугує дизельний генератор або трансформатор, здатний генерувати напругу в межах 10–25 кВ і струм до 200 А. Імпульси подаються періодично, з частотою до 50 Гц. Тривалість обробки однієї свердловини зазвичай становить від 20 до 30 годин.
Типова схема включає підключення двох сусідніх свердловин, через які імпульсний струм пропускається через пласт, що їх розділяє. Це дозволяє охопити більший об’єм привибійної зони. У разі відсутності другої свердловини — струм подається на одну свердловину, а другим полюсом виступає маса землі. У обох випадках вплив є локалізованим, обмеженим в радіусі 0,3–0,5 метра від стінки свердловини.
Електрична обробка є ефективною в першу чергу для свердловин з високою обводненістю, де традиційні методи очищення привибійної зони не дають результату. Метод придатний для теригенних і карбонатних колекторів, глибина залягання яких не перевищує 2000–3000 м. Його ефективність значно зростає при наявності водопровідного середовища, через яке легко проходить струм, що робить метод менш придатним для сухих, малонасичених пластів.
До основних переваг методу належать: екологічність (немає потреби у хімічних реагентах), можливість багаторазового застосування, невелика кількість обладнання, простота обслуговування, можливість автоматизації процесу. Крім того, цей метод не вимагає втручання в конструкцію свердловини, що дозволяє застосовувати його без демонтажу фонтанної арматури або насосно-компресорних труб. Водночас є і певні обмеження: метод не працює при відсутності водонасичення, малоефективний у надто щільних породах із високим опором, а також потребує дотримання техніки безпеки при роботі з високою напругою.
Приклади успішного застосування методу зафіксовано на родовищах Західного Сибіру, Казахстану, України. Наприклад, на свердловинах Ромашківського родовища було зафіксовано збільшення дебіту в середньому на 30 %, зниження обводненості до 45 %, а тривалість ефекту сягала понад два роки. В умовах Карпатського регіону, де пластові води мають добру електропровідність, електрична обробка стала ефективною альтернативою кислотним методам.
Електрична обробка нафтових свердловин є надійним і відносно недорогим засобом відновлення і підвищення продуктивності свердловин, особливо в умовах, де застосування хімічних методів є обмеженим або економічно недоцільним. Вона добре піддається автоматизації, що робить її привабливою для майбутніх інтелектуальних систем управління видобутком.

## Переваги:
•	Відносна простота технології. Проведення електричної обробки не вимагає значного переоснащення свердловини або використання складного обладнання. Здебільшого процес виконується за допомогою стандартного електротехнічного устаткування, яке легко адаптується під діючі умови експлуатації.
•	Мінімальне втручання в геологічну структуру пласта. Метод діє переважно на рівні фізико-хімічних процесів, не змінюючи структури породи. Це знижує ризик механічного пошкодження стінок свердловини або цементного кільця.
•	Можливість багаторазового застосування. Електричний вплив можна повторювати без суттєвого погіршення якості пласта, що робить метод перспективним для довготривалої експлуатації свердловин.
•	Енергетична ефективність. Споживання енергії порівняно невелике, а вартість обробки — доступна для більшості підприємств.
•	Боротьба з парафіноутворенням. Метод надзвичайно ефективний при наявності парафінових відкладень у стовбурі свердловини, що є поширеним явищем на родовищах України.

## Недоліки:
•	Обмежена глибина впливу. Електричне поле та пов’язані з ним процеси мають локальний характер, тому метод не забезпечує вплив на великі зони продуктивного пласта.
•	Залежність від електропровідності середовища. Ефективність методу суттєво знижується у породах із низькою вологістю або високим вмістом глинистих компонентів.
•	Обмежена дія на геологічно складні пласти. У низькопроникних та ущільнених породах електрична обробка не забезпечує необхідного розширення фільтраційних каналів.